# Centranthus macrosiphon
Centranthus macrosiphon là một loài thực vật có hoa trong họ Kim ngân. Loài này được Boiss. mô tả khoa học đầu tiên năm 1843.

## Hình ảnh

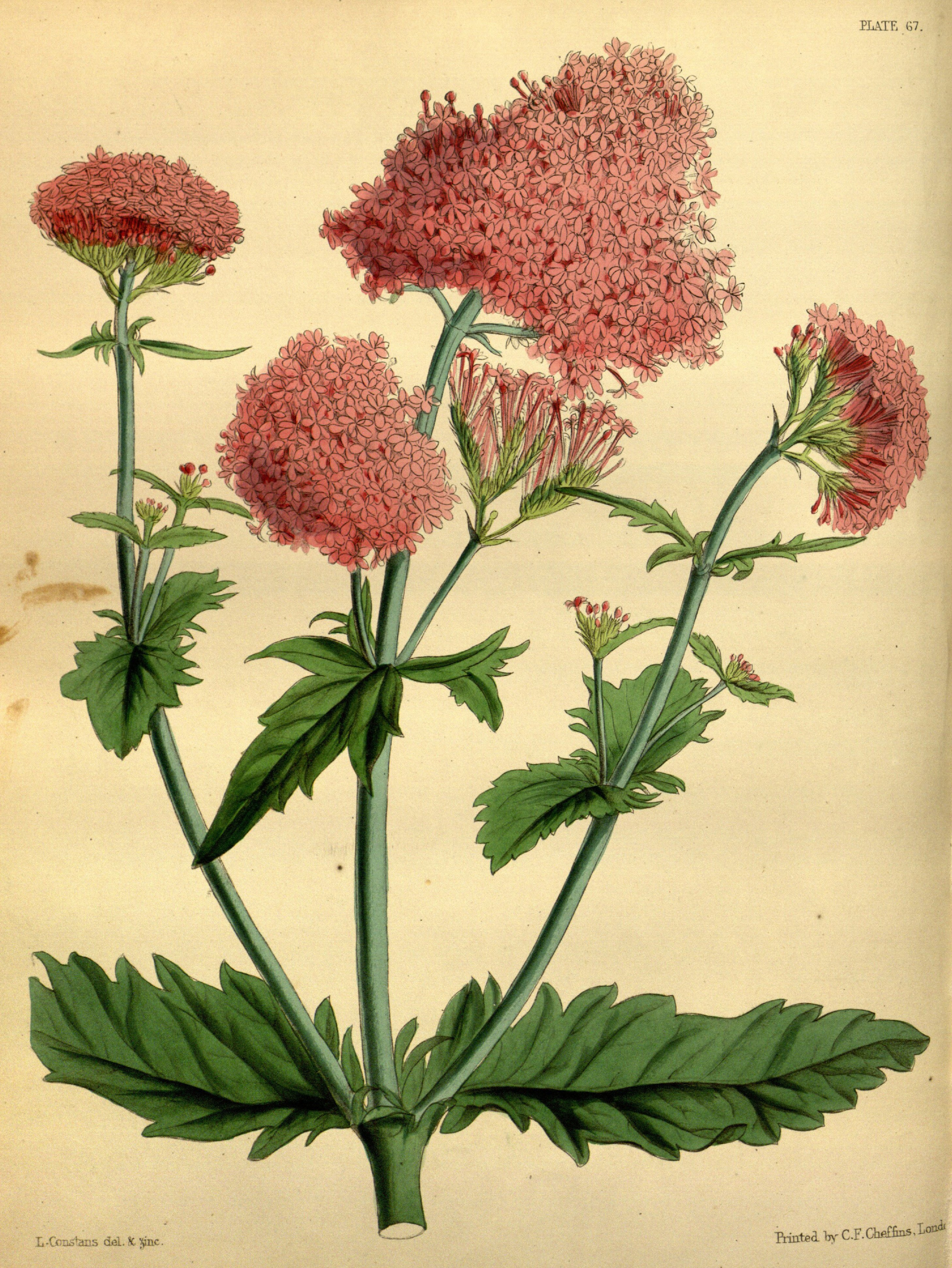